# Gémonval
Gémonval ist eine französische Gemeinde mit 82 Einwohnern (Stand: 1. Januar 2022) im Département Doubs in der Region Bourgogne-Franche-Comté.

## Geographie
Gémonval liegt auf 379 m, zehn Kilometer nördlich von L’Isle-sur-le-Doubs und etwa 16 Kilometer westlich der Stadt Montbéliard (Luftlinie). Das Dorf erstreckt sich in der Talmulde des Scey in der Hügellandschaft nördlich des Doubstals, zwischen den Höhen von Chanois im Westen und Hautes-Roches im Osten.
Die Fläche des 3,39 km² großen Gemeindegebiets umfasst einen Abschnitt der Hügellandschaft nördlich des Doubstals. Der zentrale Teil des Gebietes wird von der Talmulde des Scey eingenommen, der für die Entwässerung nach Nordwesten zum Ognon sorgt. Flankiert wird diese Mulde im Westen von den Ausläufern des Chanois (bis 430 m). Nach Osten erstreckt sich das Gemeindeareal über einen zunächst sanft, dann steil ansteigenden Hang, der an seiner Oberkante von einem Felsband gekrönt wird, bis auf die Kalkhochfläche der Hautes-Roches. Auf diesem überwiegend bewaldeten Hochplateau wird mit 513 m die höchste Erhebung von Gémonval erreicht.
Nachbargemeinden von Gémonval sind Crevans-et-la-Chapelle-lès-Granges im Norden, Saulnot und Arcey im Osten, Onans und Marvelise im Süden sowie Belles-Fontaines im Westen.

## Geschichte
Im Mittelalter gehörte Gémonval zur Herrschaft Granges, die im 14. Jahrhundert unter die Oberhoheit der Grafen von Montbéliard kam. Zusammen mit der Franche-Comté gelangte das Dorf mit dem Frieden von Nimwegen 1678 an Frankreich. Zwischen 1826 und 1944 wurden hier Kohlevorkommen ausgebeutet. Heute ist Gémonval Teil des Gemeindeverbandes Deux Vallées Vertes.

### Ehemalige Kohlegruben

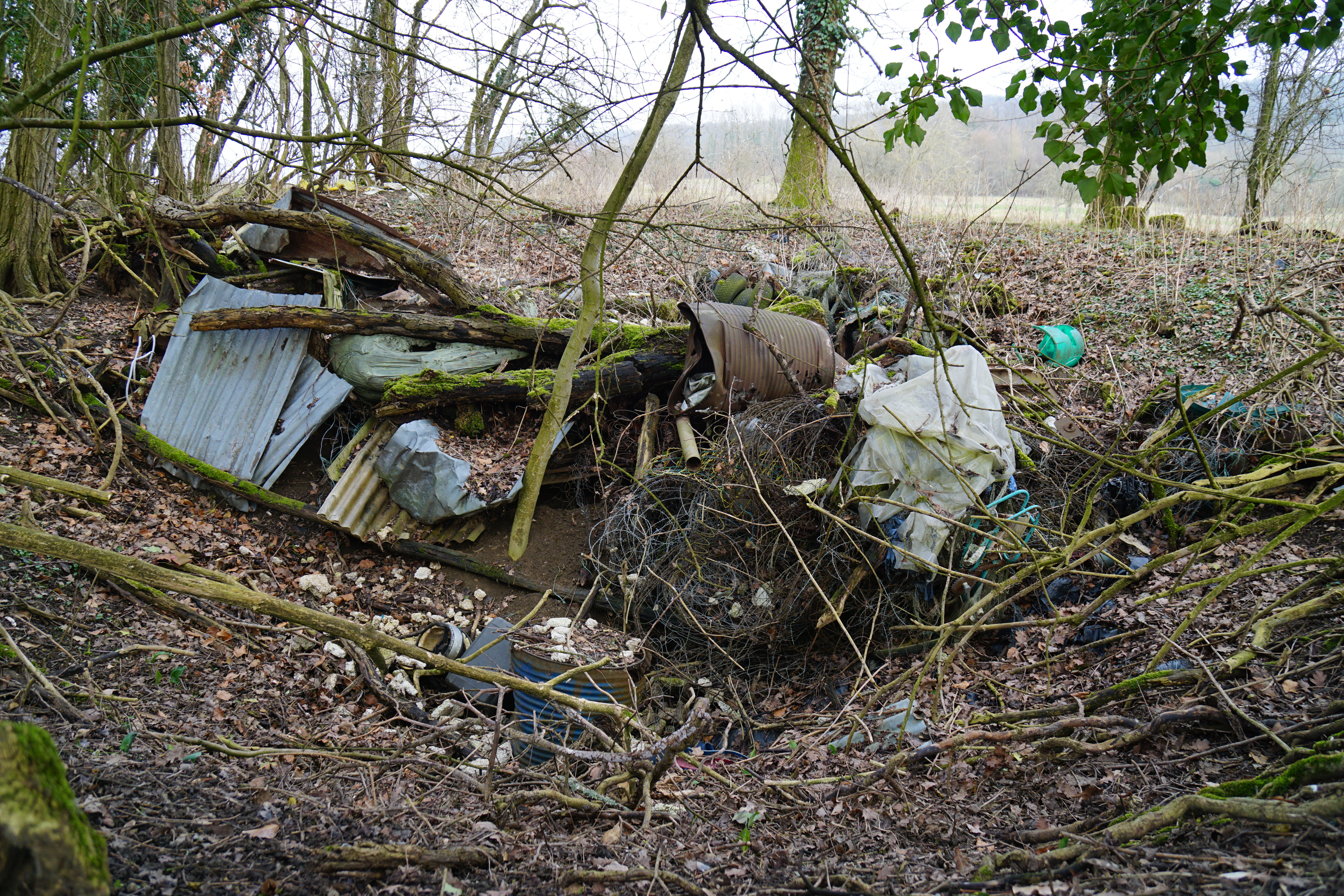
Schacht Elisabeth.
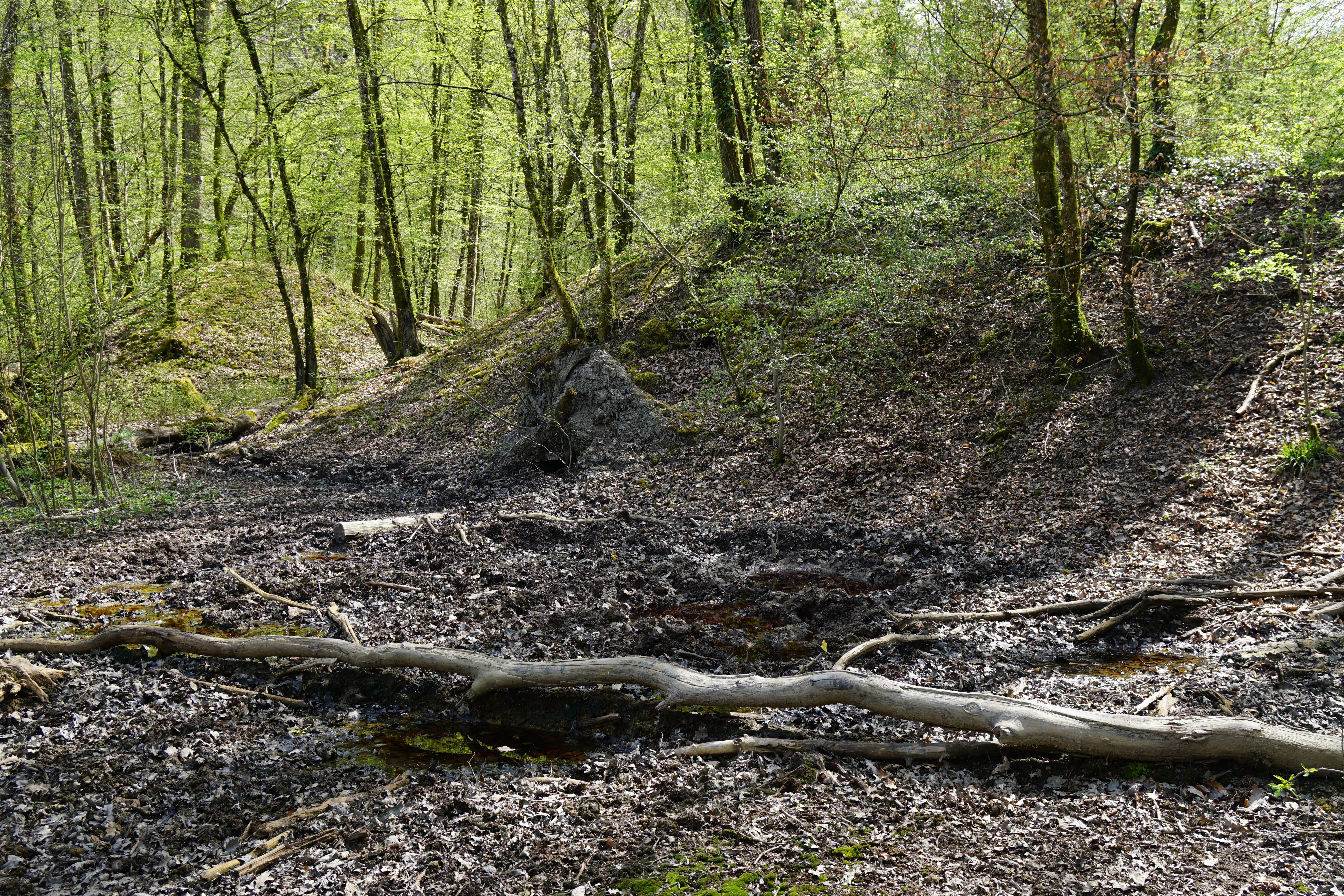
Schacht de la Houillère.
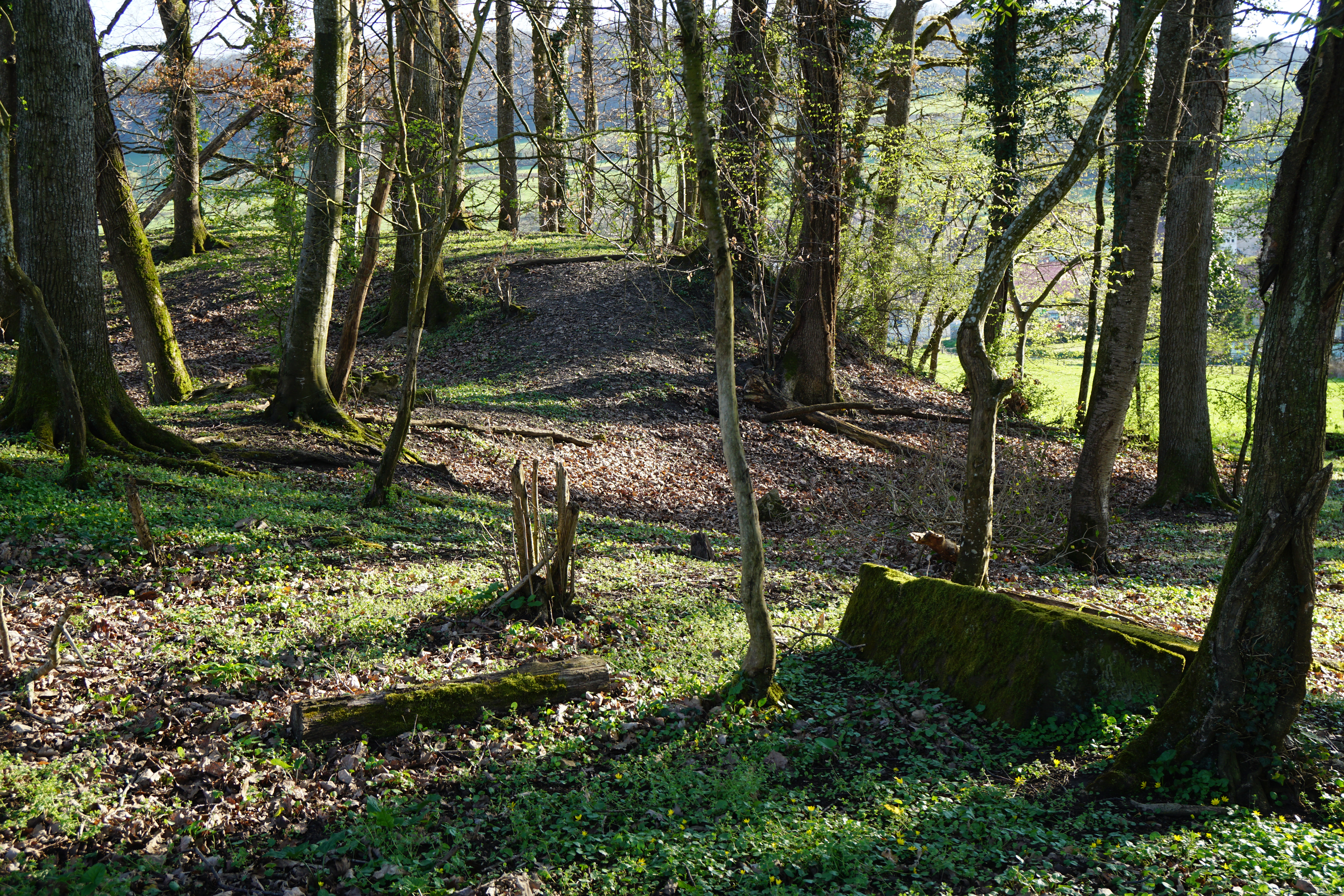
Schacht des Essarts.
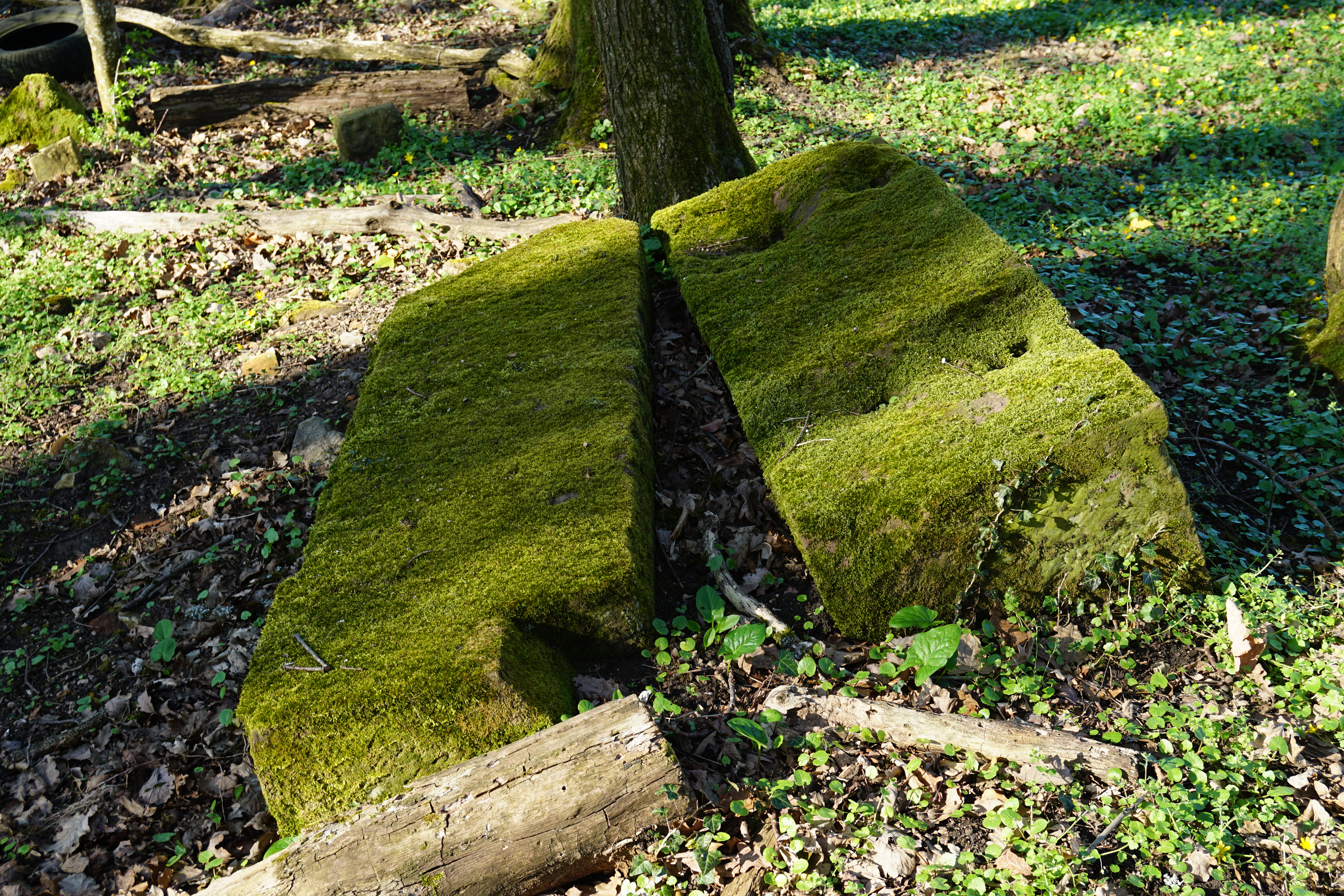
Dampfmaschinenträger von Schacht des Essarts.

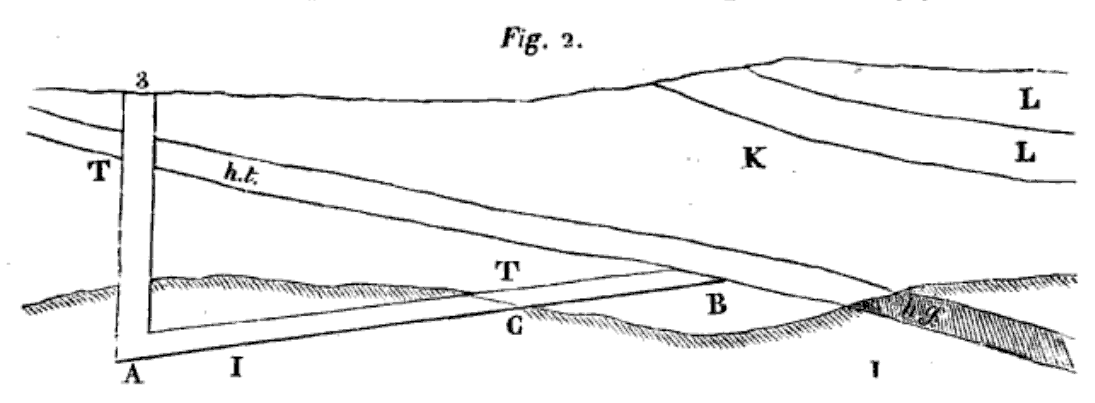
Eine Schnittansicht des Schachtes Nr. 3. ht: "houille tendre" (Kohle), hg (grau): "houille gypseuse" (Kohle).

## Bevölkerung
| Jahr                       | 1962 | 1968 | 1975 | 1982 | 1990 | 1999 | 2005 | 2017 |
| Einwohner                  | 76   | 92   | 75   | 86   | 100  | 75   | 88   | 86   |
| Quellen: Cassini und INSEE |      |      |      |      |      |      |      |      |

Mit 82 Einwohnern (Stand 1. Januar 2022) gehört Gémonval zu den kleinsten Gemeinden des Départements Doubs. Nachdem die Einwohnerzahl in der ersten Hälfte des 20. Jahrhunderts deutlich abgenommen hatte (1881 wurden noch 180 Personen gezählt), wurden seit Beginn der 1960er Jahre verschiedene Schwankungen verzeichnet.

## Wirtschaft und Infrastruktur
Gémonval war bis weit ins 20. Jahrhundert hinein ein vorwiegend durch die Landwirtschaft (Ackerbau, Obst- und Weinbau und Viehzucht) geprägtes Dorf. Daneben gibt es heute einige Betriebe des lokalen Kleingewerbes. Mittlerweile hat sich das Dorf auch zu einer Wohngemeinde gewandelt. Viele Erwerbstätige sind deshalb Wegpendler, die in den größeren Ortschaften der Umgebung ihrer Arbeit nachgehen.
Die Ortschaft liegt abseits der größeren Durchgangsstraßen an einer Departementsstraße, die von Longevelle-sur-Doubs nach Crevans führt. Der nächste Anschluss an die Autobahn A36 befindet sich in einer Entfernung von ungefähr 19 Kilometern. Weitere Straßenverbindungen bestehen mit Courbenans und La Chapelle.